# 美國銀行企業中心
美國銀行企業中心（英語：Bank of America Corporate Center）是位於美國北卡羅萊納州夏洛特的一棟摩天大樓，美國銀行的總部，高265.5公尺、60層樓，1989年動工、1992年完工。此大樓是夏洛特以及北卡羅萊納州的第一高樓。